# セーンムアンマー
セーンムアンマーは、ラーンナー王朝7代目の王である。

## 伝記
セーンムアンマーはおそらく1386年、クーナー王とチエンコーンの王、グワトゥーンの娘であるヤスンタラーテーウィー妃の息子である。『チエンマイ年代記』はセーンムアンマーが生まれたとき多くの国から祝いが集まった。このためセーンムアンマー（10万の街が来た）と呼ばれるようになったと伝えている。
セーンムアンマーは父親の死の直後実質的なラーンナーの統治者となるが、チエンラーイの統治者であり前王の兄弟であったターオ・マハープロムと敵対する。1386年、ターオ・マハープロムはアユタヤのパグワ（ボーロマラーチャー1世）と同盟し、ラムパーンに攻め込むが失敗した。その後、ターオ・マハープロムはアユタヤと袂を分かち、再びラーンナーに帰順しチエンラーイの国主となった。
その後セーンムアンマーは南に領土を広げようと画策し、1387年ないし88年、スコータイに遠征するが失敗に終わる。この後セーンムアンマーは内政に目を向け仏教保護政策を展開。ワット・チェーディールワンを建設した。『ジナカーラマーリー』によれば252キログラム相当の金でワット・プラタートハリプンチャイのプラ・タート（仏塔）に金を貼り付けた。